# Destiny’s Child (Album)
Destiny’s Child ist das Debütalbum der gleichnamigen US-amerikanischen R&B-Girlgroup Destiny’s Child. Es wurde 1998 bei ihrem Musiklabel Columbia Records veröffentlicht.
Das Album enthält die Singles No, No, No und With Me, außerdem wurde das Album in der Kategorie Best R&B/Soul Album of the Year bei den Soul Train Lady of Soul Awards ausgezeichnet. Von beiden Singles gibt es eine Remixversion („Part 2“) sowie die Originalversion („Part 1“), beide Versionen der Single sind auf dem Album enthalten.
In einigen Ländern wurde das Album später wiederveröffentlicht.

## Titelliste
1. Second Nature (Kymberli Armstrong, Ronald Isley, Marvin Isley, Ernie Isley, O’Kelly Isley Jr., Chris Jasper, Terry T.) – 3:57
2. No, No, No Part 2 (feat. Wyclef Jean) (Barry White, Calvin Gaines, Mary Brown, Rob Fusari, Vincent Herbert) – 3:25
3. With Me Part 1 (feat. Jermaine Dupri) (J. Dupri, Master P, Manuel Seal) – 3:29
4. Tell Me (Tim Kelley, Bob Robinson) – 4:03
5. Bridges (Mean Green, Michelle JoJo Hailey, D'Wayne Wiggins) – 4:19
6. No, No, No Part 1 (C. Gaines, M. Brown, R. Fusari, V. Herbert) – 4:00
7. With Me Part 2 (feat. Master P) (J. Dupri, Beyoncé, LeToya Luckett, Master P, LaTavia Roberson, Kelly Rowland, M. Seal) – 3:42
8. Show Me the Way (Carl Breeding, Darcy Aldridge, Jeffrey Bowden) – 3:32
9. Killing Time (Taura Stinson, Dwayne Wiggins) – 4:05
10. Illusion (feat. Wyclef Jean & Pras) – 3:53
11. Birthday (B. Knowles, L. Roberson, K. Rowland, D. Wiggins) – 4:28
12. Sail on (Lionel Richie) – 4:30
13. My Time Has Come (Dedicated to Andretta Tillman) (Sylvia Bennett-Young, R. Vertelney) – 4:39
EU/AUS Edition
14. Know That (R. Oden, A. Robinson) – 4:25
EU Reissue
15. You’re the Only One (Calvin Gaines, Mary Brown, Rob Fusari, Vincent Herbert) – 3:23
16. No, No, No (Camdino Soul Extended Remix) (Calvin Gaines, Mary Brown, Rob Fusari, Vincent Herbert) – 6:35
17. DubiLLusions (I. Hayes, A. Ingram, L. John, S. Jolley, T. Swan) – 7:32
JP Edition
18. Amazing Grace – 4:42

## Kommerzieller Erfolg

### Chartplatzierungen
Das Album war 26 Wochen in den amerikanischen Billboard-200-Albumcharts, aber erreichte als Höchstplatzierung nur Platz 63. Es erreichte 2001 Platz 67 der UK-Albumcharts durch starke Verkaufszahlen der Single No, No, No.
| ChartsChartplatzierungen       | Höchstplatzierung | Wochen |
| ------------------------------ | ----------------- | ------ |
| Vereinigte Staaten (Billboard) | 67 (26 Wo.)       | 26     |
| Vereinigtes Königreich (OCC)   | 45 (5 Wo.)        | 5      |

### Auszeichnungen für Musikverkäufe
Das Album wurde über eine Million Mal in den USA verkauft.
| Land/Region                  | Auszeichnungen für Musikverkäufe (Land/Region, Auszeichnung, Verkäufe) | Verkäufe  |
| ---------------------------- | ---------------------------------------------------------------------- | --------- |
| Kanada (MC)                  | 2× Platin                                                              | 200.000   |
| Vereinigte Staaten (RIAA)    | Platin                                                                 | 1.000.000 |
| Vereinigtes Königreich (BPI) | Gold                                                                   | 100.000   |
| Insgesamt                    | 1× Gold · 3× Platin ·                                                  | 1.300.000 |

Hauptartikel: Destiny’s Child/Auszeichnungen für Musikverkäufe